# Syrphoctonus pacificus
Syrphoctonus pacificus là một loài tò vò trong họ Ichneumonidae.